# Cougar Queen: A Tiger King Parody
Cougar Queen: A Tiger King Parody ist eine US-amerikanische Porno-Parodie auf die Netflix-Original-Serie Tiger King. Der Film wurde 2021 bei den AVN Awards  ausgezeichnet.

## Handlung
In einer Parodie auf die Dokumentarserie Tiger King sind drei lesbische Pornofirmenbesitzerinnen in eine jahrelange erbitterte Rivalität verstrickt. Ein Dokumentarfilmteam interviewt diese drei Frauen sowie alle Mädchen, die mit diesen berüchtigten Pornomogulinnen Kontakt hatten und interessante und skandalöse Geschichten über die Rivalität und ihr schmutziges Privatleben zu erzählen haben.
Ihre skandalösen Geschichten entfalten sich in Interviews mit ehemaligen Freunden und Geschäftsfreunden, die ihre Erfahrungen über das schmutzige Privatleben dieser Frauen teilen.
Cougar Queen beleuchtet die Heldentaten von Jill Erotic, einer übertriebenen Pornomogulin, deren wildes Verhalten und rachsüchtige Natur eine Fehde entfacht, die sie ins Gefängnis bringt. Ihre Erzfeindinnen Cheryl und Holly Badsin sind „ethische“ Pornobosse mit heuchlerischen Geschäftspraktiken und einer zwielichtigen Vergangenheit, und Dot Scandal, die Eifersucht auf die Medienaufmerksamkeit von Jill und Cheryl hegt und es ablehnt, von ihrer Rivalität ausgeschlossen zu werden.

## Szenen
- Scene 1: April O’Neil, Serene Siren, Kenzie Madison, Katie Kush
- Scene 2: Aaliyah Love, Cherie DeVille, Scarlett Sage, Lexi Luna
- Scene 3: Kira Noir, Reagan Foxx, Whitney Wright

## Auszeichnungen
- 2021: AVN Award – Best Directing – Comedy[1]